# Gminna Biblioteka Publiczna w Rakoniewicach
Gminna Biblioteka Publiczna w Rakoniewicach – samorządowa instytucja kultury, zajmująca się gromadzeniem, opracowaniem, przechowywaniem i udostępnianiem zbiorów bibliotecznych, informująca o swoich i obcych materiałach bibliotecznych.
Siedziba biblioteki mieści się w Rakoniewicach przy ul. Krystyny 30 i działa na podstawie statutu, nadanego jej przez Radę Miejską Gminy Rakoniewice. Biblioteka udostępnia zbiory na zewnątrz (do domu), prezencyjnie (na miejscu), lub poprzez wypożyczenia międzybiblioteczne (sprowadzanie książek z innych bibliotek). W bibliotece organizowane są różnorodne przedsięwzięcia kulturalno-edukacyjne (zajęcia dla dzieci, wystawy, spotkania literackie, konkursy, etc.) oraz inne wydarzenia, których nadrzędnym celem jest popularyzacja literatury i czytelnictwa.

## Historia
Gminna Biblioteka Publiczna w Rakoniewicach powstała w 1948 roku. W chwili powstania biblioteki, lokalne społeczeństwo przekazywało nieodpłatnie swoje prywatne zbiory do czytelni publicznej.
Pierwsza biblioteka mieściła się w prywatnym budynku, właścicielka tego budynku Klara Świetlewska udostępniła pomieszczenie bezpłatnie – była to działaczka społeczna, która rozumiała i doceniała rozwój czytelnictwa w środowisku. W tym okresie księgozbiór nie przekraczał 1000 książek.

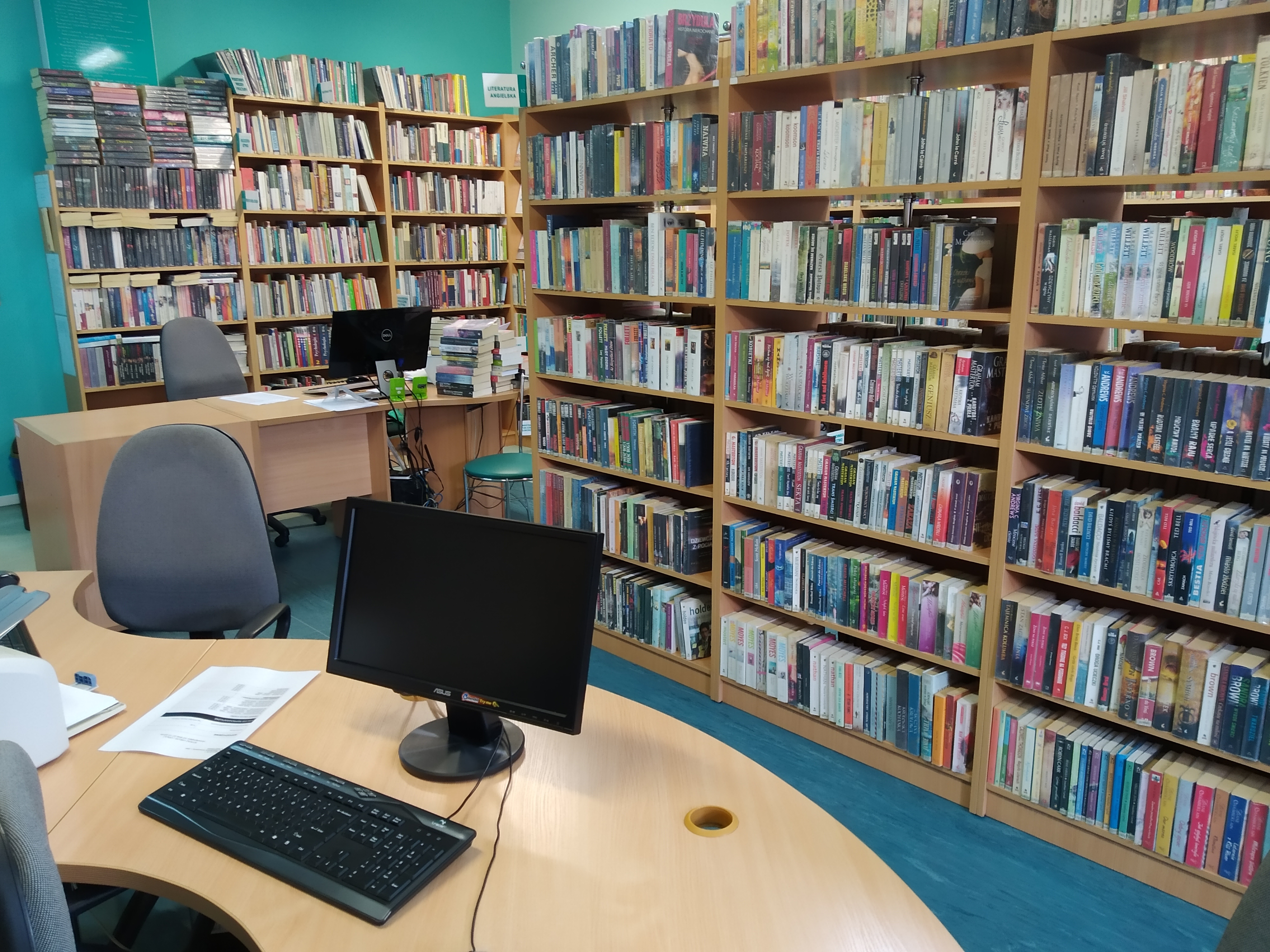
Biblioteka Rakoniewice – Wypożyczalnia dla dorosłych

Biblioteka zmieniała swoją siedzibę. Mieściła się m.in. w byłym Prezydium Miejskiej Rady przy ul. Pocztowej 4 i Placu Powstańców Wlkp. 40. Z chwilą zintegrowania Gromadzkich Rad Jabłonny i Rakoniewic Wsi z Miejską Radą, powstała Miejsko-Gminna Biblioteka Publiczna, z nową siedzibą w Domu Kultury przy ul. Krystyny 30. Powstały oddział dla dzieci, czytelnia i wypożyczalnia dla dorosłych oraz filie w Jabłonnie, Rostarzewie, Ruchocicach i Łąkiem.
Filie w Ruchocicach i Łąkiem zostały zlikwidowane w 2019 r.

## Struktura
Aktualnie sieć biblioteki tworzą:
- Gminna Biblioteka Publiczna w Rakoniewicach

– Wypożyczalnia dla dorosłych
– Oddział dla dzieci
– Czytelnia
- Filia biblioteczna w Rostarzewie

- Filia biblioteczna w Jabłonnie

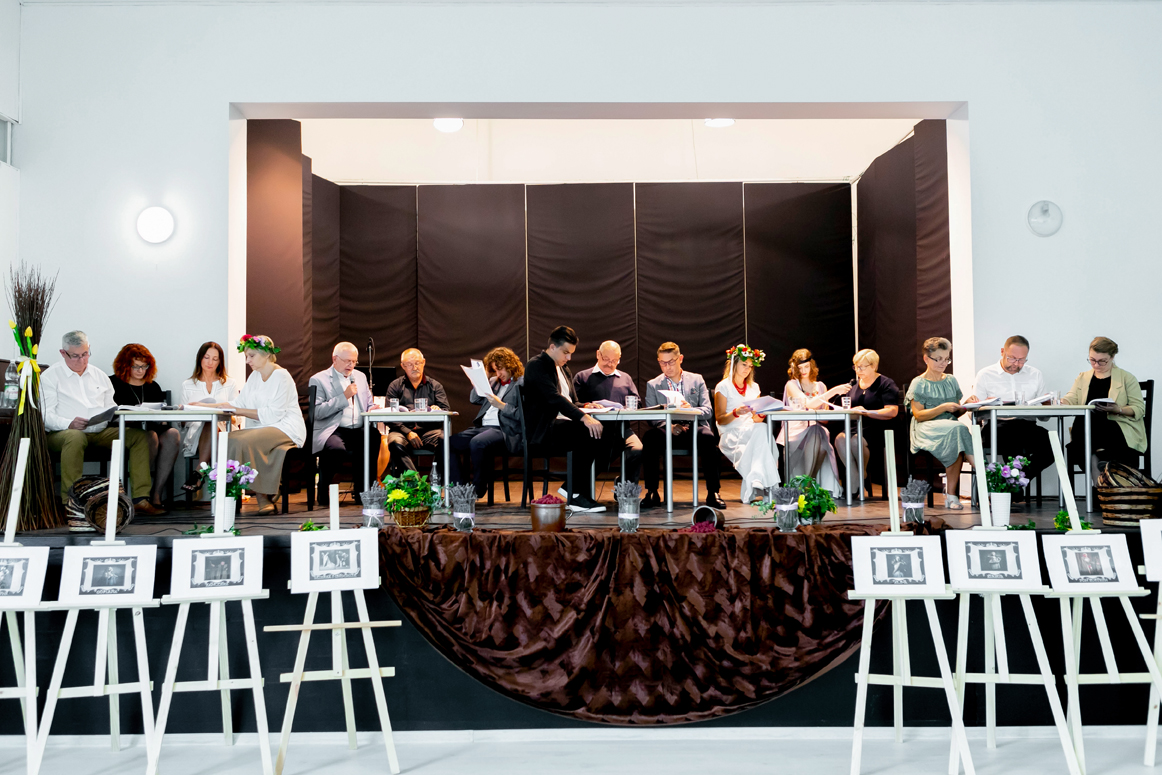
Narodowe Czytanie "Balladyny" 2020 r.

Nadzór merytoryczny nad placówką sprawuje Wojewódzka Biblioteka Publiczna i Centrum Animacji Kultury w Poznaniu.

## Działalność biblioteki
Od początków działalności biblioteka prowadzi dodatkowe akcje, przez które stara się dotrzeć jak najszerzej do czytelnika. Obecnie są to :
- Książka na telefon

- Obsługa wypożyczeń międzybibliotecznych

- Akcje propagujące czytelnictwo (Narodowe Czytanie[4], Ogólnopolski Tydzień Czytania Dzieciom[5], Mała Książka – Wielki Człowiek[6])

- Dyskusyjny Klub Książki[7]